# Hemisphaerius villicus
Hemisphaerius villicus är en insektsart som beskrevs av Stsl 1863. Hemisphaerius villicus ingår i släktet Hemisphaerius och familjen sköldstritar. Inga underarter finns listade i Catalogue of Life.